# Dương Nguyệt Ánh
Dương Nguyệt Ánh (sinh năm 1960) là một nữ khoa học gia người Mỹ gốc Việt.

## Thân thế
Dương Nguyệt Ánh rời Việt Nam năm 1975 cùng với gia đình bằng trực thăng, trong làn sóng người Việt tỵ nạn Cộng sản sau khi chính thể Việt Nam Cộng hòa sụp đổ vào cuối tháng tư và đến được Philippines. Sau một thời gian ở trại tạm cư ở Pennsylvania, Hoa Kỳ, gia đình được định cư ở vùng Washington, DC.
Dương Nguyệt Ánh tốt nghiệp Đại học Maryland ngành kỹ sư hóa học, khoa học điện toán và quốc gia hành chính rồi được tuyển vào làm việc tại Trung tâm Nghiên cứu của Hải Quân Maryland.

### Dòng tộc
Dương Nguyệt Ánh sinh năm 1960 tại Sài Gòn. Ông nội của cô là nhà thơ và quan chức nổi tiếng dòng dõi cụ nghè Vân Đình Dương Khuê, quê ở làng Vân Đình, huyện Ứng Hòa, tỉnh Hà Đông (ngày nay thuộc thủ đô Hà Nội). Ngoài ra bà còn có một số họ hàng như quan Dương Thiệu Tường (vị tiến sĩ đầu tiên của khoa thi An Nam), bà cùng vai vế với nhạc sĩ Dương Thiệu Tước và giáo sư Dương Thiệu Tống, trong khi nhiều người dựa vào tuổi tác cho rằng bà gọi 2 người là bác. Trong gia phả họ Dương, mỗi đời con cháu đều dùng thống nhất một chữ lót khi đặt tên, bên nhánh nam thì lần lượt là Tự, Thiệu, Hồng, Nghiệp, Vi,... và nhánh nữ lần lượt là Hạ, Nguyệt, Vân, Thúy,....

## Hoạt động trong Bộ Quốc phòng Hoa Kỳ
Trong Bộ Hải quân Hoa Kỳ Dương Nguyệt Ánh nhậm chức Giám đốc Khoa học và Kỹ thuật (Director of Science and Technolgy) của chi nhánh Indian Head Division thuộc Trung tâm Vũ khí Hải quân Hoa Kỳ (Naval Surface Warfare Center) tại Maryland, tiểu ban chất nổ với nhiều giải thưởng. Bà từng là người đại diện cho Hoa Kỳ trong lãnh vực chất nổ tại Liên minh Phòng thủ Bắc Đại Tây Dương (NATO). Bà cũng là tác giả của bom áp thấp nhiệt đới.
Năm 2005, bà được cử về Bộ Quốc phòng Mỹ làm cố vấn khoa học cho phó Đề Đốc Hải Quân Hoa Kỳ về thông tin và chiến thuật tại Ngũ Giác Đài.
Năm 2008 bà được bổ nhiệm làm Giám đốc An ninh Biên giới và Lãnh hải (Director of the Borders and Maritime Security division) thuộc nha Khoa học và Kỹ thuật (Science and Technology Directorate) của Bộ Nội an Hoa Kỳ (Department of Homeland Security).

## Sinh hoạt trong cộng đồng người Việt hải ngoại
Dương Nguyệt Ánh có lập trường chống Cộng sản rõ rệt và thường phát biểu quan điểm chống đối của bà đối với Đảng và Nhà nước Cộng sản Việt Nam nói riêng cũng như Cộng Sản quốc tế nói chung. Bà từng tham gia trong những sinh hoạt cộng đồng về mặt khoa học, chính trị cũng như giải trí như trong một số chương trình ca nhạc thiện nguyện hoặc của trung tâm Asia.

## Giải thưởng
- "Dr. Arthur Bisson Award for Naval Technology Achievement" của Bộ Hải quân Hoa Kỳ năm 2000
- "Award of Excellence for Public Service" bởi U.S. Pan Asian American Chamber of Commerce năm 2004.
- "Service to America Medal for National Security" (Huy chương phục vụ Quốc gia về an ninh) năm 2007.
- Phó Bộ trưởng Nội An Hoa Kỳ vinh danh là Công dân Hoa Kỳ Ngoại hạng năm 2008.